# Petre Bagration-Grouzinski (1857-1922)
Pierre Ier
Pour l’article homonyme, voir Petre Bagration-Grouzinski (1920-1984).
Petre Alexandrovitch Bagration-Grouzinski (géorgien : პაპუნა გრუზინსკი), parfois prénommé Papouna et dit Pierre de Géorgie, né le 25 avril 1857 et mort le 3 février 1922, est un prince géorgien du XXe siècle.

## Biographie
Petre Alexandrovitch Bagration-Grouzinski est né dans le pays de Géorgie alors annexé à l'Empire russe, sous l'administration de la vice-royauté du Caucase. Il était le fils du prince Aleksandre Bagration-Grouzinski (1820-1865) et de sa première épouse, la princesse Elenae 
Saakadzé-Tarkhan-Mouravi (1831-1903), et l'arrière-petit-fils du dernier roi de Géorgie, Georges XII. En 1885, son frère aîné le prince Ilia décède brutalement à Batoumi, sans descendance, le faisant premier héritier de son oncle, le prince Davit Bagration-Grouzinski, chef de la dynastie royale des Bagration de Géorgie, mort sans descendance le 24 septembre 1888 et à qui il succède aussitôt. 
Dès lors chef des Bagrations, il se marie probablement durant les troubles de la guerre (à une date inconnue des historiens) avec une femme de quarante ans sa cadette, du nom de Thamar Alexandrovna Dekanozishvili (1897-1977), qui appartient à une famille de petite noblesse cléricale/paroissiale,. Cette dernière avait été mariée en premières [ou secondes ?] noces à Aleksandr Timofeevich Oboladze (dont elle divorça [ou devint veuve] ?), un paysan communiste et hors-la-loi, tué en 1923 par le chef de bande originaire de Gourie, Gogia Glonti. 
Petre Bagration-Grouzinski avait deux fils, de Thamar Alexandrovna Oboladze (née Dekanozishvili), Konstantine (Constantin) et Petre (Pierre), et un frère cadet, le prince Mikeli Bagration-Grouzinski (1860-1935), qui lui survivent. Ce dernier épousa la princesse Sofia Sumbatashvili (1869-1943), dont il eut quatre enfants.
Le prince Papuna Bagration-Grouzinski meurt à Tbilissi, le 3 février 1922, à l'âge de soixante-quatre ans.